# Hatlapa (Familienname)
Hatlapa – mit den Varianten Hatlopa und Hatlappa – ist ein polnischer und tschechischer Familienname.
Er hat im Polnischen die Bedeutung "ergebener, unterwürfiger Mann" (‘człowiek uległy’).

## Namensträger
- Hans-Heinrich Hatlapa (1920–2009), deutscher Unternehmer und Pionier des Naturschutzes